# Acordeon Todeschini
Acordeon Todeschini (ou Acordeões Todeschini) foi uma empresa brasileira fabricante de acordeões, com sede em Bento Gonçalves (RS). A marca Todeschini é utilizada na música gaúcha e sertaneja no Brasil.

## História
No ano de 1916, Luiz Matheus Todeschini fundou a fábrica de acordeões Todeschini no município de Bento Gonçalves, na época localizada na Linha 15 da Graciema. Em 1925, durante uma exposição em Porto Alegre, a empresa recebeu uma medalha de ouro pelo seu acordeão com teclas, ganhando reconhecimento nacional e internacional. 
Em 28 de abril de 1939, a firma  Todeschini & Cia Ltda. foi registrada em Bento Gonçalves (RS) por Luiz Matheus Todeschini.
No ano de 1941, com o aumento da demanda e consequentemente da produção, a empresa transferiu suas atividades para um pavilhão localizado no bairro Cidade Alta. Em 1964, a fábrica possuía mais de setecentos funcionários, e a produção mensal girava em torno de 1,4 mil acordeões e trinta harmônios. Porém, no dia 13 de agosto de 1971, um forte incêndio consumiu grande parte das instalações da empresa, queimando os acordeões, maquinários e matéria prima, além de danificar a estrutura. Após restaurar as instalações, a empresa passou para o ramo moveleiro, mantendo-se no mesmo até os dias atuais.
O acordeão Todeschini é muito apreciado ainda hoje em dia e sobrevive mesmo com poucas oficinas especializadas em sua manutenção.

## Galeria

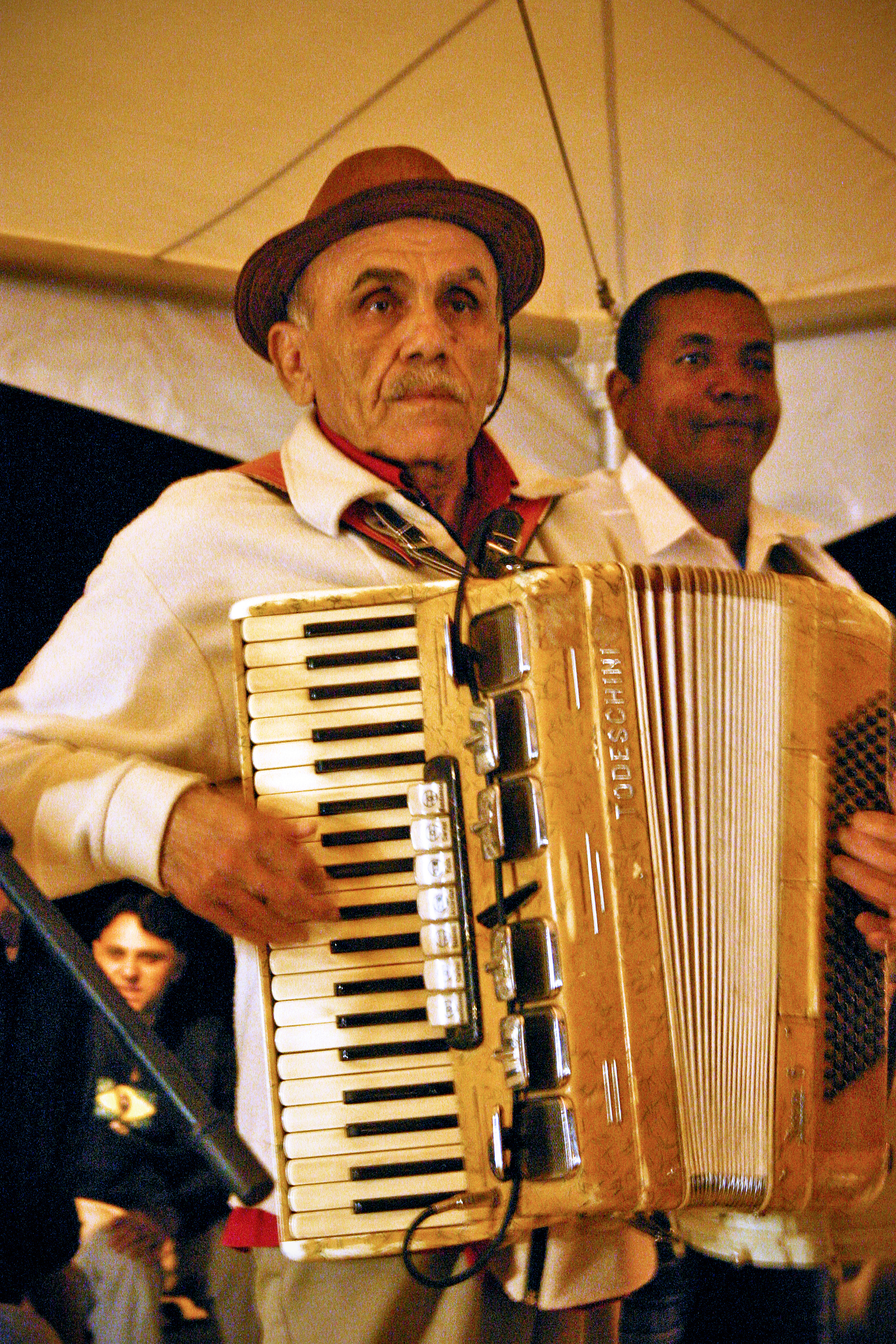
Um acordeão Todeschini
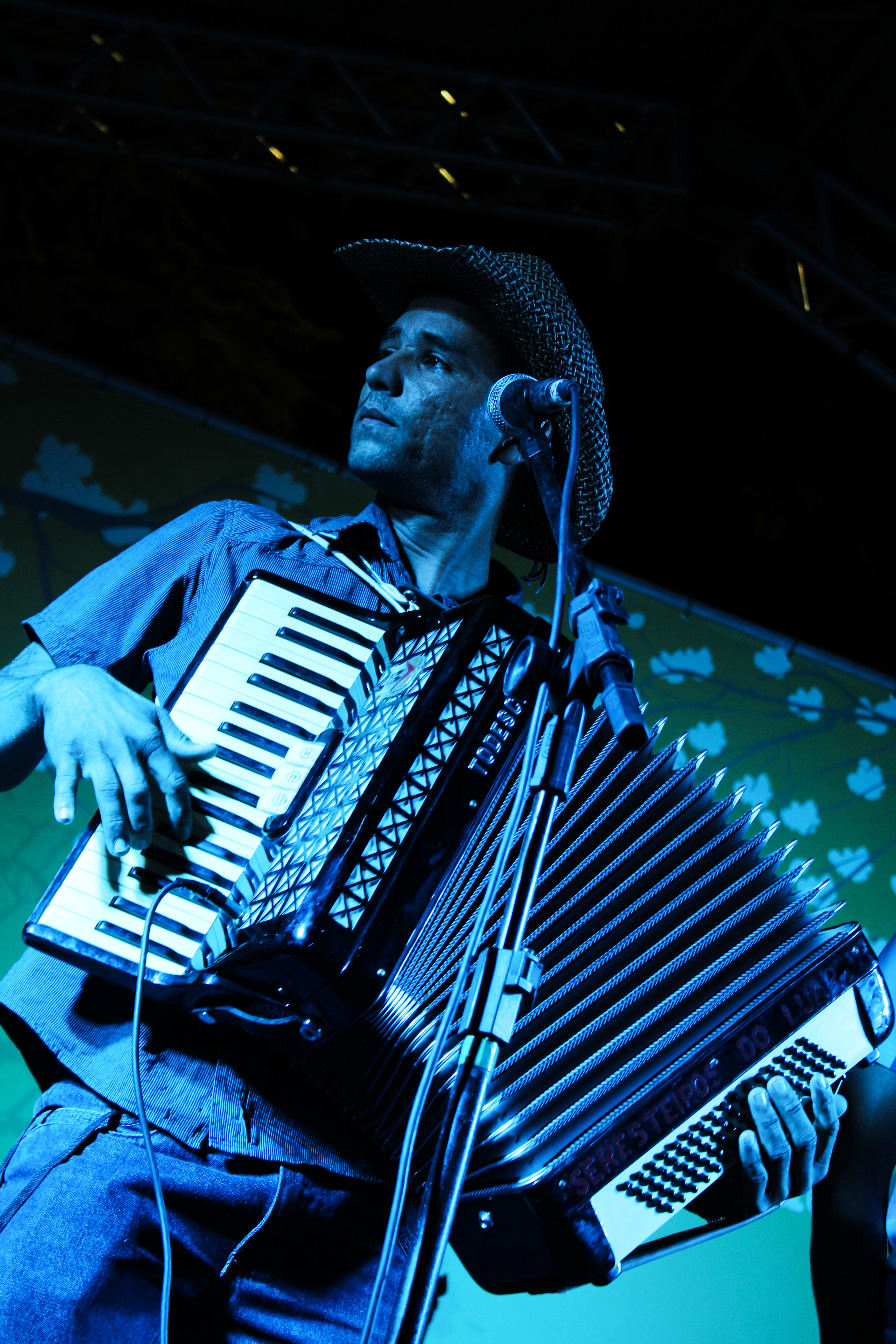
Sanfoneiro no VIII Encontro e Feira dos Povos do Cerrado (2014), em Brasília-DF